# Soel (klan)
Soel är en klan i Liberia.   Den ligger i regionen Bong County, i den centrala delen av landet, 160 km öster om huvudstaden Monrovia.